# Boudewijn Seapark
Het Boudewijn Seapark, vroeger Boudewijnpark genoemd, is een themapark (dieren- en attractiepark) in Sint-Michiels, een deelgemeente van Brugge. Het werd genoemd naar koning Boudewijn. Het park bestaat naast de attracties onder andere uit een dolfinarium, een dierenpark, een schaatspiste en expositiehal. Het dolfinarium is omstreden, en krijgt al enkele decennia kritiek te verduren. Ook de verloedering van de rest van het park leidt tot kritiek.

## Geschiedenis

### Voorgeschiedenis
In Brugge was er een stuk onvruchtbaar land, genaamd de Walakkers, dat in 1909 werd uitgediept. Er ontstond zodoende een meer van 6 hectare dat de naam "Cloedtse put" had, vernoemd naar het Brusselse gronddelversbedrijf R. Decloedt.
Na de Tweede Wereldoorlog werd de vijver aangekocht door een particulier die er een privé-villa bij heeft gebouwd. In 1961 werd de villa verkocht en kreeg de gemeente Brugge de vijver in handen.

### Beginjaren 1963 - jaren 1970
In 1963 werd het geheel een officieel lokaal recreatiegebied dat opende voor de buurt en kreeg het de naam Boudewijnpark, genoemd naar de toenmalige koning Boudewijn. Eigenaren waren toenmalig burgemeester van Brugge Michel Van Maele en enkele bevriende financiers, die samen enkele omliggende gronden die bestemd waren als recreatiegebied, opkochten en zo deze bestemming gaven.
Bij de ingang stond een torengebouw dat de Halletoren van Van Maele werd genoemd, een knipoog naar de Halletoren in Brugge. Oorspronkelijk was deze toren bedoeld was als een staande wip voor de lokale boogschuttervereniging en was van heinde en ver zichtbaar.
Het geheel bestond uit een aantal trapveldjes, een speelplein, tennisvelden, een sportzaal, een turnzaal, een zwembad, de schutterstoren en een theehuis/restaurant. Dat jaar werd ook de Oberbayernzaal gebouwd dat diende als polyvalente zaal van 1.600 vierkante meter waar o.a. concerten of muziekevenementen werden gehouden.
In 1966 werd er een tweede, grotere sportzaal bijgebouwd. Al snel breidde het park uit met, lokalen van de Schuttersgilde van Sint-Michiels, een overdekte schaatspiste (1969), een ponyranch (1972), een minigolfparcours en een go-cartcircuit. Er werd meteen ook een schaatsclub opgericht; de Boudewijnpark Snelschaats Club.

### Jaren 1970 - 2002 Van Maele Groep grootaandeelhouder
In de jaren 1970 werd het stadsbestuur, "de Van Maele Groep", voor twee derde eigenaar van het park, waardoor de stad moest instaan voor het grootste deel van de lopende kosten. Bezoekers kregen aan de ingang een kaart met losse scheurbonnetjes, die konden worden gebruikt om een bepaalde attractie te doen en werden uitgewisseld tussen de bezoekers.
Aan de overkant van de Alfons de Baeckestraat opende het eerste Belgische dolfinarium de deuren in 1971. Het telde drie dolfijnen. Het gebouw had sinds 1975 een permanente houten binnenconstructie en de zitjes waren klapstoeltjes. Men wou de straat tussen het park en het dolfinarium verwijderen, maar het stadsbestuur wou deze behouden waar die lag. Bezoekers kregen daarom een handstempel, waarmee ze de dolfijnenshow konden bekijken.
In 1977 kwam vanuit Sint-Niklaas de Heirmanklok, een astronomisch uurwerk vervaardigd door horloge- en klokkenmaker Edgard Heirman, naar het Boudewijnpark. In 1978 werd het 100-toetsig LH605-dansorgel, genaamd "Condor", gefabriceerd door de firma Hooghuys, geïnstalleerd in het park.
In 1983 werd er een uitbreiding met meerdere dieren gedaan in het park en werden er een volière, een hertenpark, een vijver naast het dolfinarium voor zeehonden en zeeleeuwen bijgebouwd en was er ruimte voor een reptielententoonstelling in het dolfinarium. In de reptielententoonstelling werden slangen, krokodillen en andere reptielen permanent tentoongesteld en werd aangevuld met een permanente videofilm.

In 1988 kreeg het park de kans om het volledige attractiearsenaal (een tiental attracties, waaronder kermisspookhuis Castillo del Terror) over te kopen van het in Benidorm failliet gegaan attractiepark Europa-Park. Hierdoor werd het een van de vijf grootste Belgische pretparken.
Een grote brand in 1988 waarbij drie tuimelaars omkwamen zorgde ervoor dat het oorspronkelijke dolfinarium en de aangrenzende reptielenzoo volledig in de vlammen opgingen. In 1990 heropende het park met een nieuw dolfinarium. In dit dolfinarium werden er dolfijnen en zeeleeuwen geplaatst in het decor van een Caraïbische vissershaven. Dagelijks worden er shows gegeven.
In 2000 pakte het park uit met een nieuwe topattractie: de eerste achtbaan, Orca Ride, een Zierer-achtbaantje dat gethematiseerd is met ijsberen en ijsschotsen door Plopsaland-ontwerper Piet De Koninck. De 20 wagens tellende trein bestaat uit wagons in de vorm van orka's.
In de jaren 90 en begin jaren 2000 ging het minder goed met het park: een gebrek aan nieuwe investeringen, grote concurrentie uit binnen- en buitenland, tegenwerking van de woonwijken in de buurt, de grote brand in 1988, diverse schandalen rond wanbeleid en fraude met combitickets, vele klachten van dierenverenigingen over de slechte omstandigheden van de dieren ... De bezoekers bleven weg en hun aantal zakte tot een dieptepunt van 350.000 in 2003. Hierdoor werden ook de inkomsten steeds kleiner en zakte het park diep in de rode cijfers.
Omdat er geen geld meer was voor vernieuwing en uitbreiding, ging het stadsbestuur op zoek naar een geschikte partner om mee samen te werken.
Castillo der Terror kreeg in 2001 een metamorfose en werd Octopussy Castle: het werd een darkride, gethematiseerd als een soort van middeleeuws kasteel, in een nautisch piratenthema dat geheel in de greep zit van de tentakels van een grote octopus.

### 2003 - heden Overname door Aspro Ocio Group
In 2003 nam de Spaanse Aspro Ocio-groep Boudewijnpark over. De Aspro Ocio-groep werd hiermee de eigenaar van tweeëntwintig water- en dierenparken in Europa, waarvan er twaalf over een dolfinarium beschikten.
Op 8 september 2003 verleende het Vlaamse ministerie van Leefmilieu, afdeling natuur, de wettelijke vergunning aan het verzorgersteam van het dolfinarium. Deze vergunning verleent de toestemming om 12 tuimelaars te huisvesten en is gemotiveerd op grond van de verantwoorde educatieve en wetenschappelijke werking binnen het dolfinarium. In 2004 werd officieel bevestigd dat het dolfinarium voldoet aan de strengste CITES-normen die vandaag worden opgelegd. Op basis van deze beide vergunningen en met de goedkeuring van de Dierentuinencommissie, verkreeg het Brugse Dolfinarium op 28 mei 2004 de officiële erkenning als dierentuin.
Het Boudewijnpark kreeg in 2005 de nieuwe naam: Boudewijn Seapark, waarbij het Dolfinarium en het Boudewijnpark fuseerde. Deze nieuwe naam werd gekozen omdat ze internationaler klinkt en de vele toeristen die Brugge jaarlijks komen bezoeken zo zou uitnodigen naar het park. Daarbij stonden nog wat investeringen op het programma: een nieuw entreegebouw, de broodnodige facelift van de parkinfrastructuur en de verwijdering van de straat die het park in twee scheidde.
Er kwamen ook nieuwe attracties bij, waaronder Hurricane, een zogenaamde schipschommel op rails, een rockin' tug, die op en neer en om zijn as draait.
In 2007 werd een nieuw zeeleeuwentheater in het park toegevoegd. Ook liep het huurcontract voor de Heirmanklok af, waardoor deze uit het Boudewijnpark diende te verhuizen. In plaats van de klok kwam er in 2008 een filmzaal met 220 zitplaatsen.
In 2009 opende het park met een nieuwe zone, Bobo's Indoor. Deze indoorwereld bedekt meer dan 2.000 m² en bestaat uit een grote overdekte speeltuin met kleine attracties, zoals een ballenbak, speeltoestellen, mini-botsauto's en dergelijke. Een groot deel van de attracties werd overgekocht van het failliete Ooit Tongeren. Op deze manier kan Boudewijn Seapark het hele jaar door de deuren openen.
Op de Orca Ride werd in 2010 een Belgische primeur gelanceerd. Het West-Vlaamse bedrijf VisionWare probeert de volledige dag in het pretpark van een bezoeker op dvd vast te leggen. Een soortgelijk systeem werd reeds geïnstalleerd in het Britse Alton Towers, maar heeft er sinds 2010 ook een Belgische première aan gekoppeld, geïnstalleerd op de achtbaan, gebruik makend van gezichtsherkenning.
Eind 2010 werd de cyanobacterie aangetroffen in het grote meer, waardoor de bootjes tijdelijk niet konden uitvaren. Begin juni 2011 was dit opgelost.
Voor het seizoen van 2011 startte het seizoen met een groot paasfeest rond de paashaas Hop. Het park komt dan ook naar buiten als nog kindvriendelijker, met nieuwe accenten, vooral gericht op jonge kinderen tussen 2 en 10 jaar. Bobo's Indoor werd verder uitgebreid met de Hopla KidsCorner, een afgebakend plekje voor de allerkleinsten tussen 2 en 5 jaar.
In 2012 breidde Bobo's Indoor verder uit tot 2500 m² en werden twee nieuwe attracties in gebruik genomen: de Klimvulkaan en Bobo's Toren. De Klimvulkaan is 10 meter hoog en 18 meter breed, waarlangs 4 klimroutes (elk met een andere moeilijkheidsgraad) naar boven leiden. Bobo's Toren is een mechanische attractie, een toren, van 14 meter hoog, waar ronddraaiende zitjes de bezoekers omhoog hijsen tot in de nok van Bobo's Indoor.
Het park vierde in 2013 zijn vijftigjarig bestaan. Dat jaar werden de dolfijnenshow en het decor in een nieuw jasje gestoken. Dit jaar werd ook het reuzenrad verkocht.
In 2014 investeerde Boudewijn Seapark ruim 1 miljoen euro in een gethematiseerd waterpark, Bobo's AquaSplash. Dit waterpark is 1100 m² groot en heeft 4 grote en 4 kleine waterglijbanen, waterspuiten, katrollen, een groene ligweide en gratis wifi. Het pretpark wil op termijn het hele domein meer thematiseren in de maritieme stijl. Het nieuwe waterpark is een eerste stap in die richting.
In 2015 was er gedurende enkele maanden een renovatie in het dolfinarium. Zo werd het dak vernieuwd en werden er extra lichtelementen aangebracht in het dolfinarium voor tijdens de shows.
In 2023 werd de vergunning afgegeven om de Oberbayernzaal te slopen om plaats te maken voor een attractie, die gepland staat te openen in 2024. Er werd al in 2001 al aangegeven dat de zaal niet paste in het beeld van een kinder- en familiepark en dat de zaal verouderd was.

## Dolfinarium

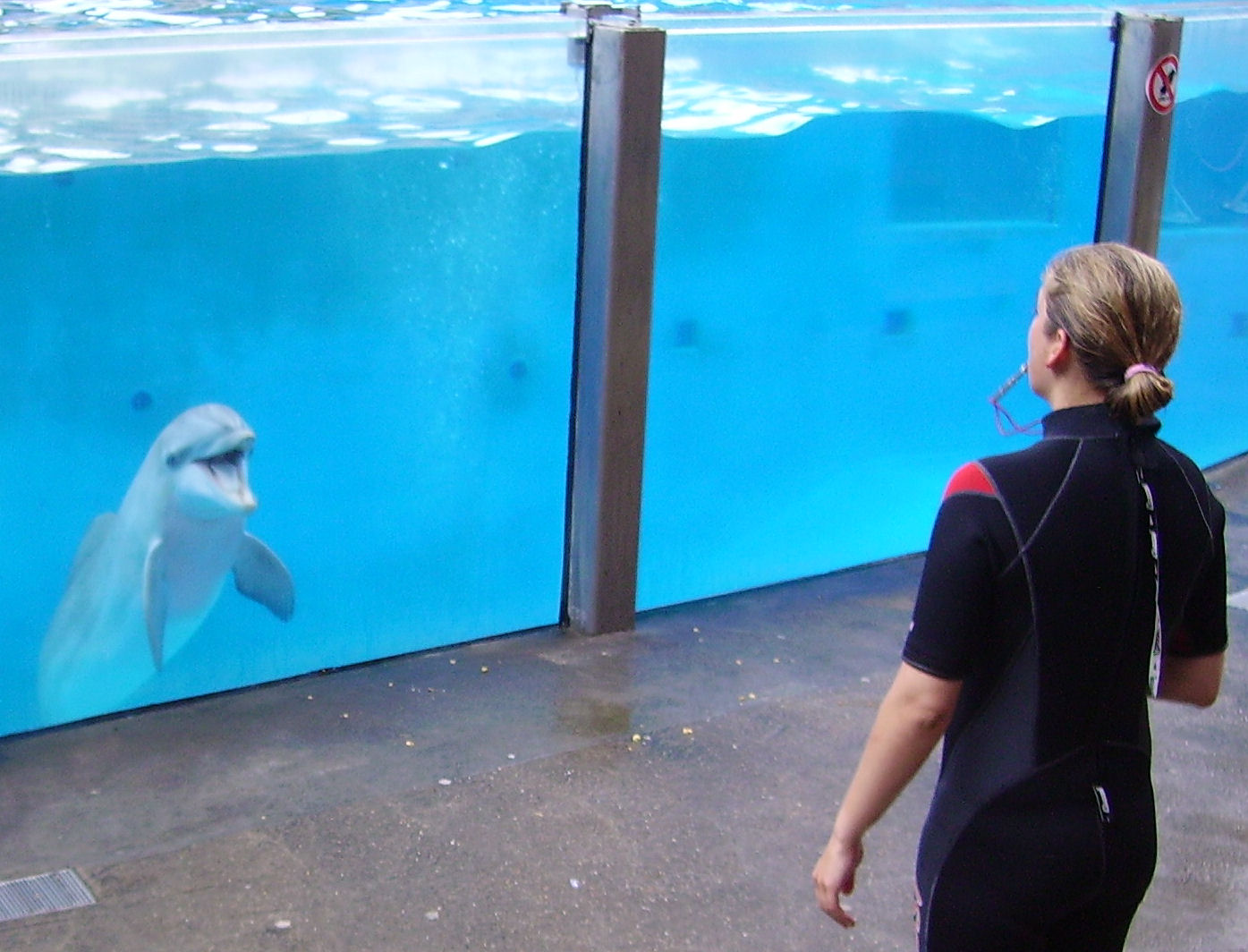
Binnenin het dolfinarium

Het dolfinarium van het Boudewijn Seapark ligt dicht bij de ingang van het park. In het dolfinarium bevindt zich een educatieve cel met informatie over het behoud van zeezoogdieren en de biodiversiteit. Verder in het dolfinarium is er een groot hoofdbassin met tribune. Dit bassin bevat ongeveer drie miljoen liter zout water en is 37 meter lang, 13 meter breed en bijna zes meter diep. Het beschikt verder over een zwangerschapsbassin voor zwangere dieren en een quarantainebassin voor zieke dieren. Het dolfinarium huisvestte anno 2019 acht tuimelaardolfijnen. In 2018 kreeg de dolfijnenshow een aangepast, meer educatief karakter. Sinds 2023 wordt de dolfijnenshow gecombineerd met een educatief theaterstuk.

### Kritiek
In 2005 al werd door een Amerikaanse wetenschapster de situatie van de dolfijnen in het park "zorgwekkend" genoemd. Vijf jaar later gaf een medewerker aan dat er dieren mishandeld werden. Uit een rapport van de Britse Whales and Dolphins Conservation Society uit 2011 bleek dat het Boudewijn Seapark de regels voor het houden van dolfijnen in gevangenschap overtrad. Er werden al tal van protestacties georganiseerd tegen het dolfinarium en de achterliggende groep Aspro Parks. In 2014 pleitte de dierenrechtenorganisatie Bite Back voor de stopzetting van het kweekprogramma. Sindsdien voeren ze ook maandelijks actie aan het park en in Brugge. In 2022 verzamelden ze bovendien 10.000 handtekeningen voor de sluiting van het dolfinarium. Een jaar later besliste de gemeente Herent als eerste om kinderen uit de gemeente geen bezoeken meer aan het park te laten brengen, omdat het niet educatief zou zijn.
Bovendien werd het park ook schuldig gesteld aan verschillende welzijnsinbreuken op de werkvloer. In 2013 opende het park zijn deuren enkele maanden zonder geldige milieuvergunning.
Onder andere Jane Goodall, Chris Dusauchoit, Ingrid Visser, Ric O'Barry, An Lemmens, Pol Goossen, Meyrem Almaci,, Guy Swinnen, Tom Waes, Delphine Lecompte, Johan Braeckman, Ludwig Vandenhove, Victoria Austraet, Nathan Vandergunst, Ann Ceurvels, Johan Sebastiaan Stuer, Sea Shepherd, Animal Rights en Gaia spraken zich al openlijk negatief uit over het park.
In 2019 gaf minister van Dierenwelzijn Ben Weyts aan werk te maken van een uitdoofscenario voor het dolfinarium, waarbij geen nieuwe dieren of kweekprogramma meer worden toegelaten. Snel hierna volgde een verbod op het aaien van de dolfijnen. In 2023 werd de Codex Dierenwelzijn voorgesteld. Hierin stond dat het dolfinarium zes dolfijnen mocht houden, op voorwaarde dat er tegen 2027 een buitenbassin komt. In 2014 al kondigde het park, op advies van de Raad voor Dierenwelzijn, aan zo'n bassin aan te leggen, maar dit is nog niet gebeurd. In 2037 zal een eerste evaluatie volgen. Hierna kan besloten worden om de dieren naar een reservaat te brengen. Dit wordt aangelegd aan het Griekse eiland Lipsi. Onder meer Gaia reageerde negatief op de Codex, en vond de periode te lang.
In november 2024 werd er door de Vlaamse regering beslist dat het dolfinarium per 2037 zal moeten sluiten. Hiermee overreden ze de eerder gemaakte afspraak op herevaluatie wat besproken was met het bestuur van Boudewijn Seapark die aanpassingen en investeringen van ruim 1 miljoen euro hebben gedaan in verblijven en waterbehandeling. Het parkbestuur heeft aangegeven juridische stappen te willen zetten mocht de eerder genomen afspraak tot herevaluatie in 2037 niet worden nagekomen.

## Attracties

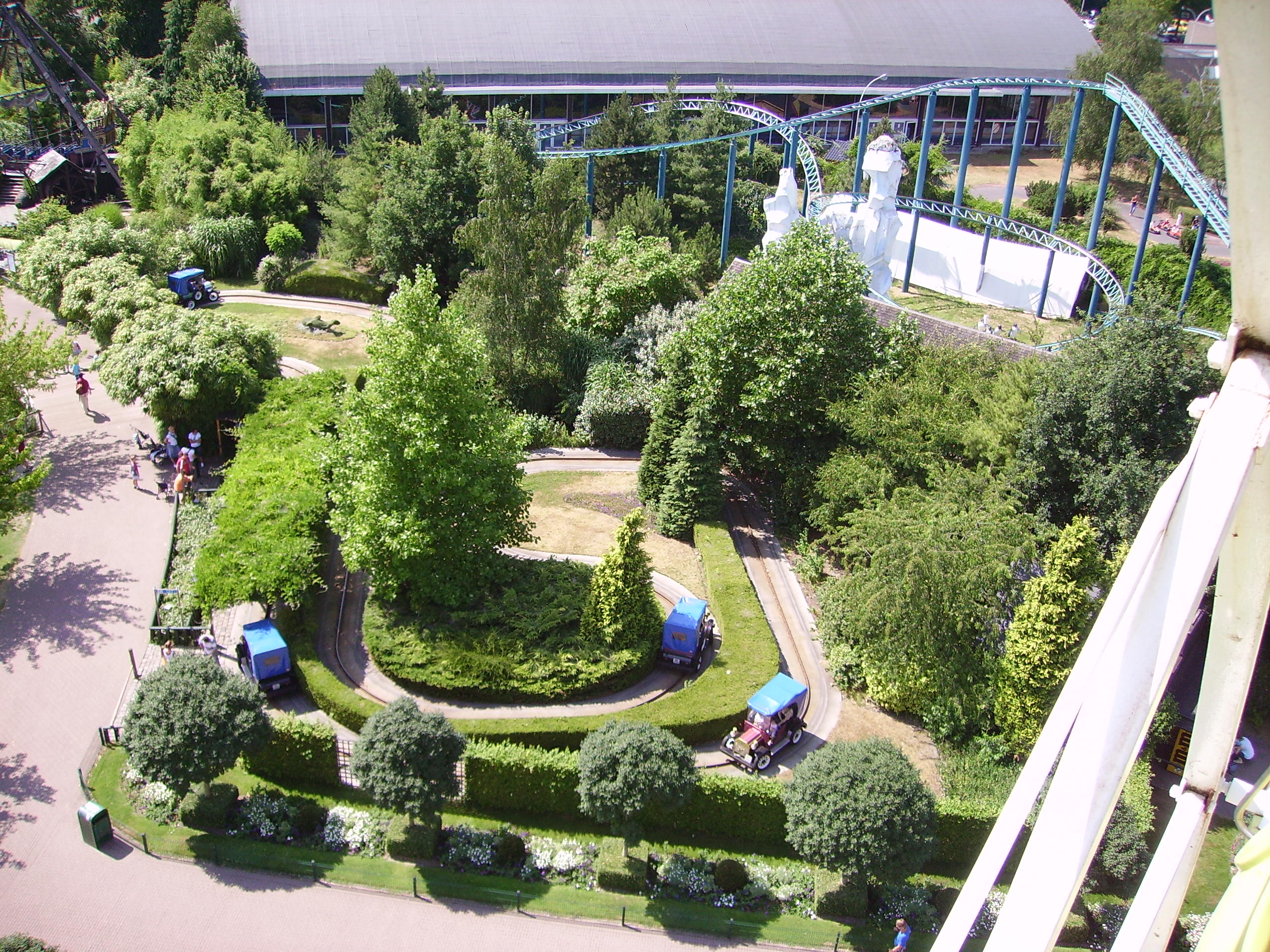
Old Timers en Orca Ride.

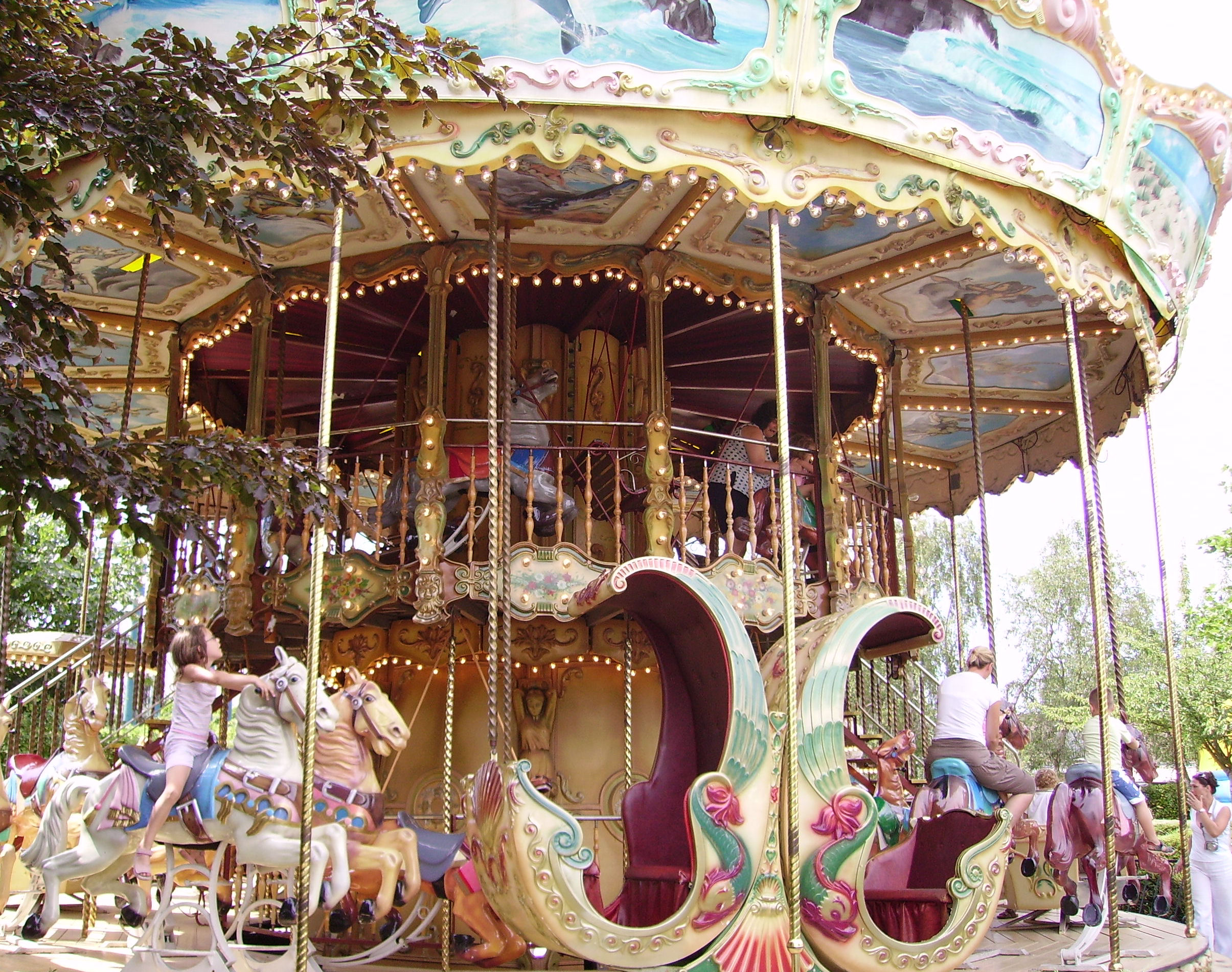
Carrousel in Boudewjin Seapark.

| Attractie                 | Type Attractie       | Opening |
| ------------------------- | -------------------- | ------- |
| Botsauto's                | Botsauto's           |         |
| Wave-Swinger              | Zweefmolen           |         |
| Paardenbaan               | Rondrit, paardenbaan |         |
| Old Timers                | Rondrit              | 1988    |
| Waterglijbaan             | Waterglijbaan        |         |
| Orca Ride                 | Stalen achtbaan      | 2000    |
| Treintje                  | Rondrit              | 1988    |
| Bobo's Aquasplash         | Waterpark            | 2014    |
| Carrousel                 | Draaimolen           |         |
| SpringRide                | Vrije val            |         |
| Bobo's Indoor             | Binnenspeeltuin      |         |
| Calimero                  | Draaimolen           |         |
| Dolfi Swing               | Draaimolen           |         |
| Hurricane                 | Rockin' Tug          | 2005    |
| Piratenschip Sancta Maria | Schommelschip        | 1988    |
| Bobo's Mini-Farm          | Kinderboerderij      |         |
| Kiddy Fun                 | Speeltuin            |         |
| Kids Island               | Speeltuin            |         |
| Mini Golf                 | Minigolf             |         |
| IJspiste                  | IJsbaan              |         |

### Dierenvoorstellingen

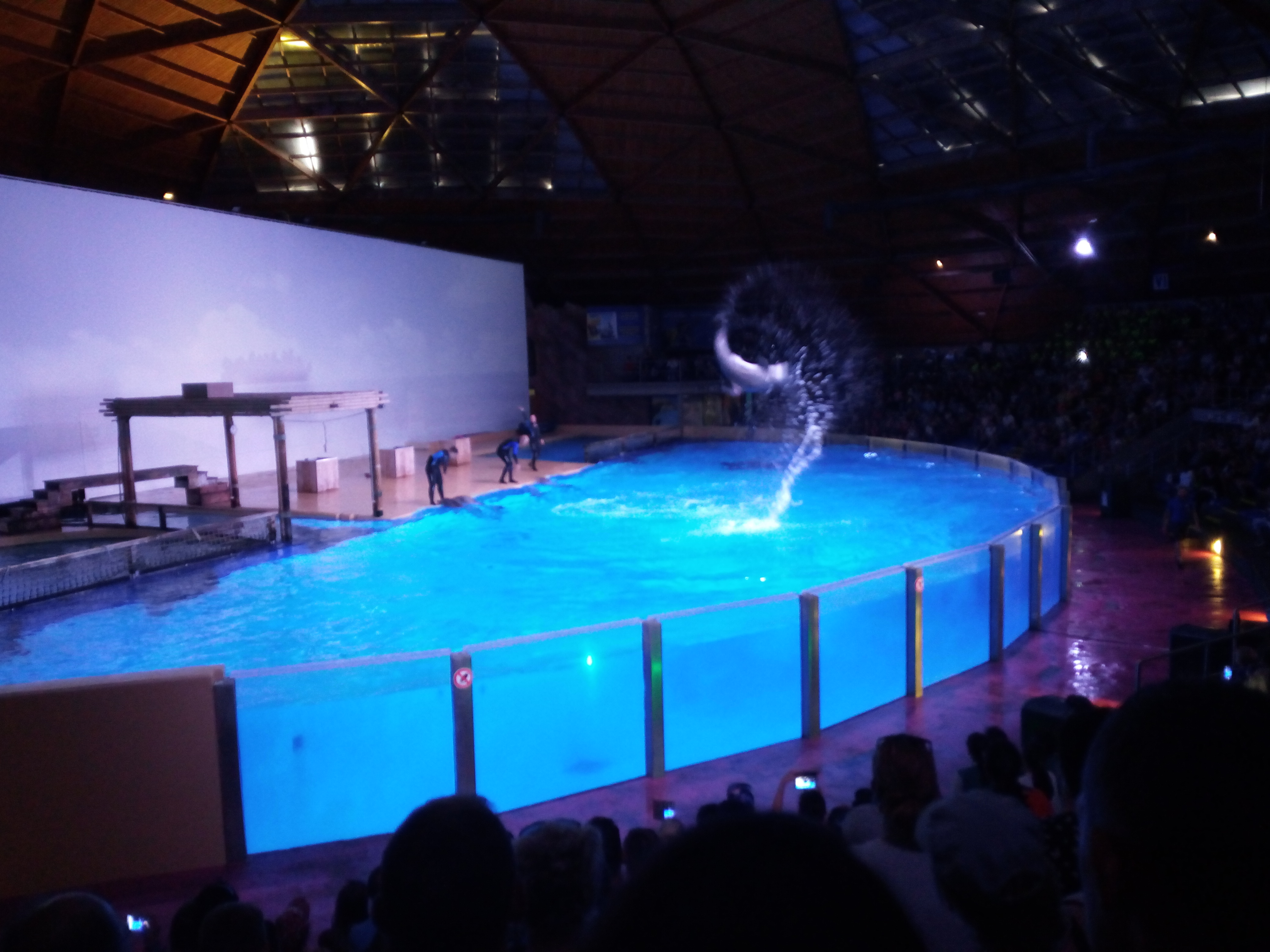
Dolfijnshow in 2019

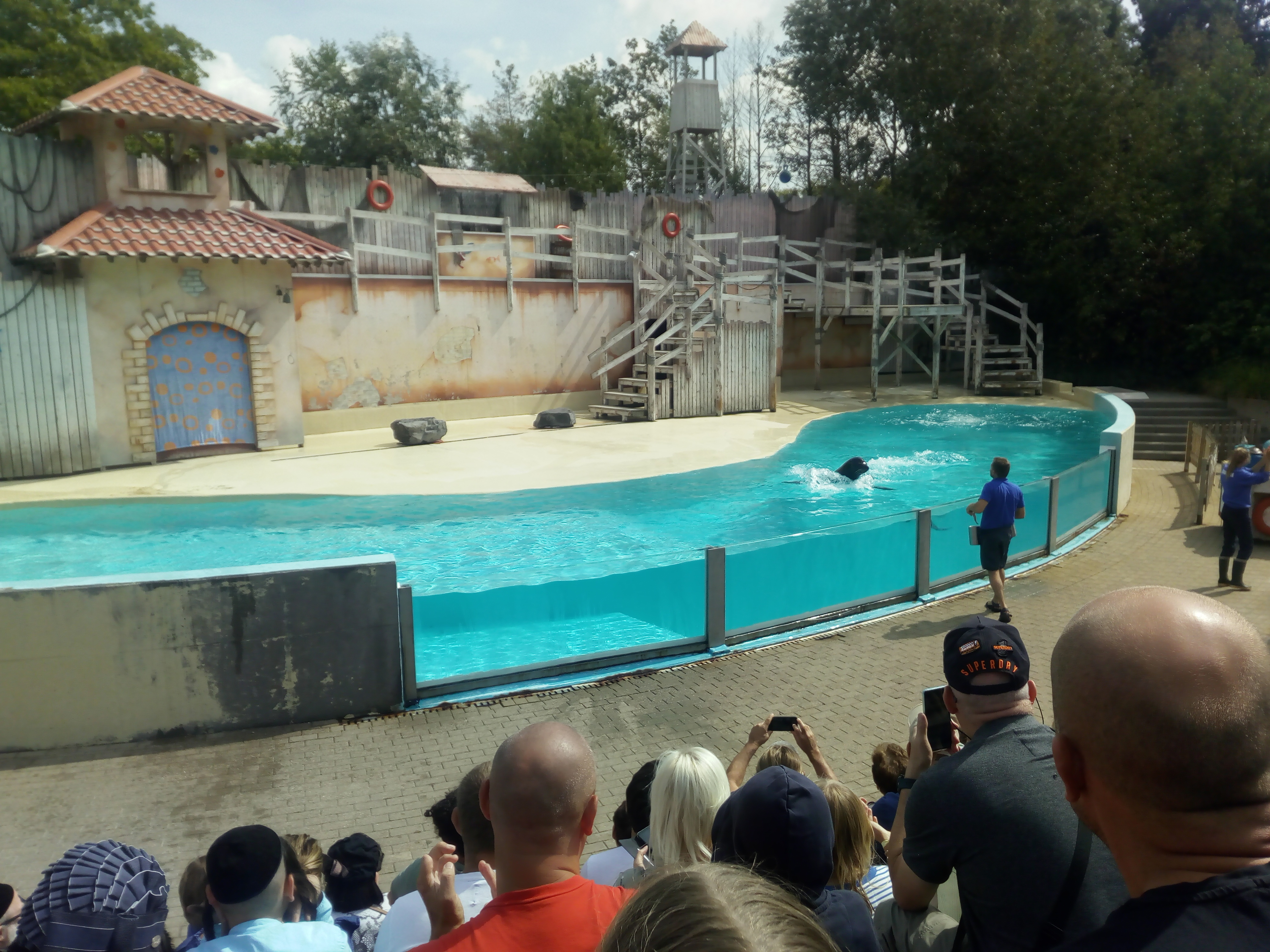
Zeeleeuwshow in 2019

Het park biedt drie dierenvoorstellingen.
- Dolfijnenvoorstelling EchoMaris
- Zeeleeuwenvoorstelling
- Zeehondenvoorstelling

### Andere dierenverblijven
- Pelikanen

### Restaurants
- Seaside Restaurant
- MacDolphin Snack

### Souvenirwinkels
- Dolfi Shop
- Orca Shop

## Verwijderd

### Voormalige attracties

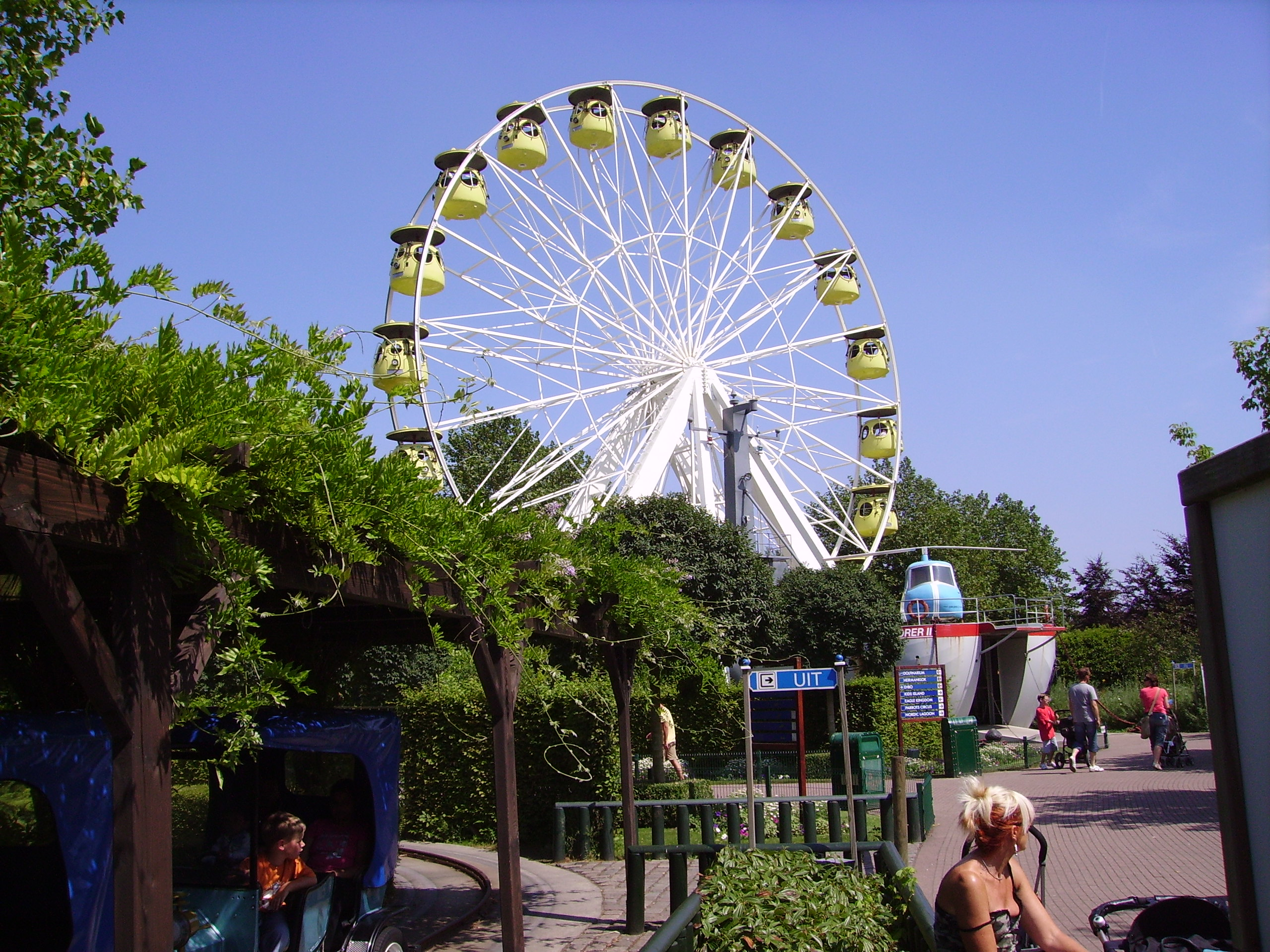
Reuzenrad, Explorer II

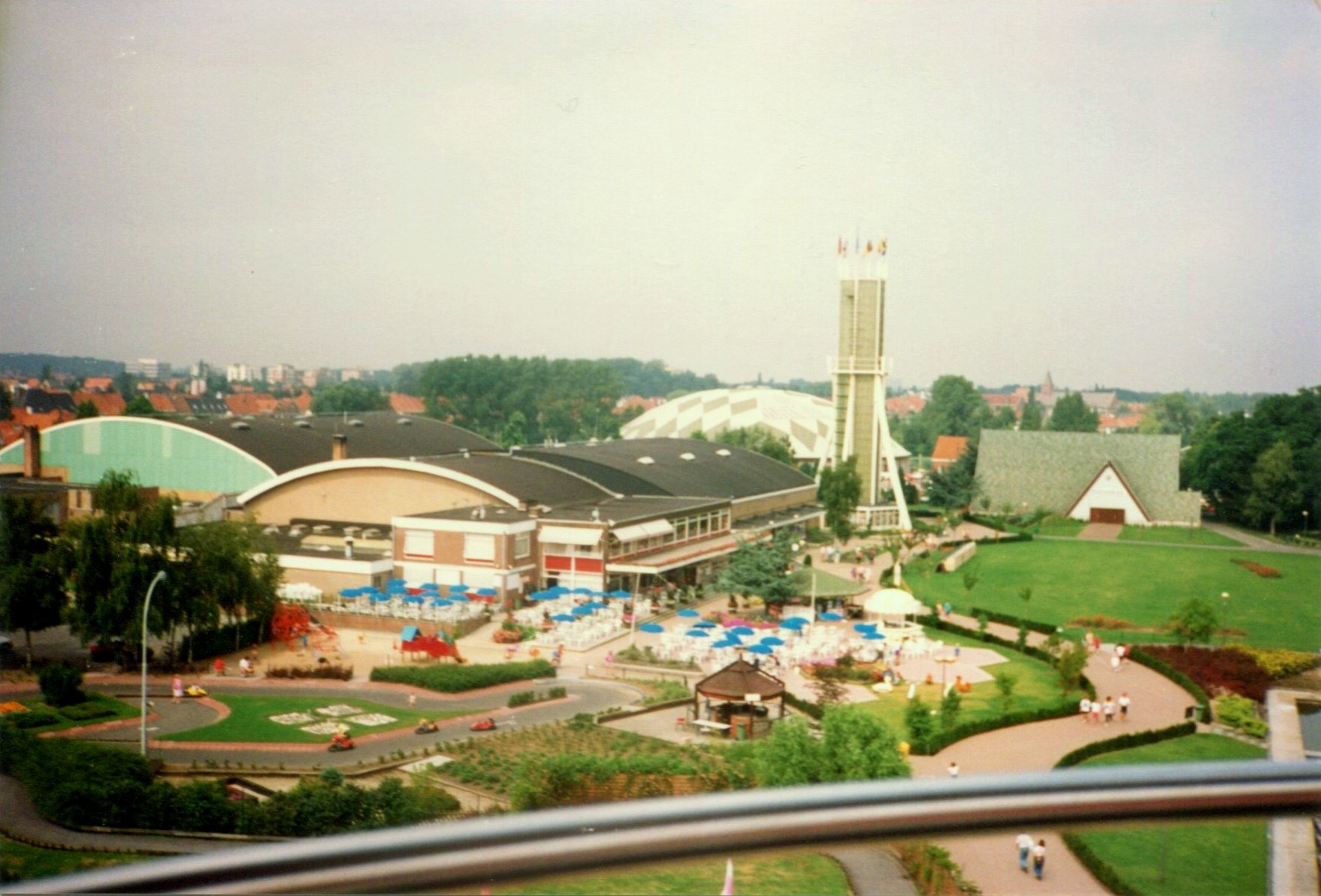
Boudewijnpark met o.a. de voormalige go-carts en de 'Halletoren Van Maele' (1992).

| Attractie                  | Type Attractie            | Opening | Sluiting |
| -------------------------- | ------------------------- | ------- | -------- |
| Manege                     | Manege                    | 1972    | -        |
| Minikarting                | Go-carts                  | 1981    | -        |
| Waterfietsen               | Waterfietsen              | ?       | -        |
| Octopussy Castle           | Spookhuis                 | 1988    | 2008     |
| Space                      | Vliegtuigmolen            | 1988    | 2006     |
| Explorer II                | Reuzenrad                 | 1988    | 2013     |
| Octopus                    | Polyp                     | 1989    | 2007     |
| Mississipiboot             | Rondvaartboot             | 1981    | 2014     |
| Rolschaats- en skeelerbaan | Indoor skatebaan          | ?       | -        |
| SeaDreams                  | Bioscoop                  | ?       | -        |
| Haai Freddie               | Rupsbaan (Muziek Express) | 1998    | ?        |
| Salon schieten             | Schietkraam               | ?       | -        |

### Verwijderde shows
- Papegaaienshow Papegaaiencircus
- Roofvogelshow

### Andere verwijderde elementen
- Halletoren Van Maele
- Heirmanklok (1977-2007)
- Het Beest: tocht in soort luchtkasteel (2009)
- Paleis van de Lach: geïnstalleerd in een boot

## Dieren
Op gebied van dieren, zijn er verschillende soorten gekomen en gegaan. Vaak betreft het kinderboerderijdieren zoals geitjes, pony's en lama's, maar ook verschillende vogelsoorten en exotische diersoorten zoals capibara's. De roofvogelshow werd na het seizoen van 2013 opgezegd. De dolfijnen zijn altijd gebleven, net zoals de zeeleeuwen, die in 2007 een nieuw verblijf kregen. Ook een zeehondenverblijf behoort tot de vaste attracties van het park.

## Trivia
- In 1998 had Studio 100 interesse om het park over te kopen voor 15 miljoen euro en hiervan het eerste Plopsaland te maken. Hiervoor wou Studio 100 de volledige controle over het park, maar dit stuitte op verzet van Michel van Maele en zijn familie, die nog steeds voor een derde eigenaar waren van het park. De deal ging bijgevolg niet door en zo werd het Meli Park overgenomen en omgetoverd naar Plopsaland De Panne.